# Paul de Sade
Paul de Sade d’origine avignonnaise, fut évêque de Marseille de 1404 à 1433. Il mourut le 28 février 1433.

## Biographie
D’origine avignonnaise, Paul de Sade était le fils de Hugues de Sade et de Verdaine Trentelivres. Après des études de droit, il fut clerc à Avignon. Il fut nommé évêque de Marseille le 17 décembre 1404 par le pape d’Avignon Benoît XIII qui avait été reconnu par le Comte de Provence Louis II d’Anjou et par le roi de France. Paul de Sade rend hommage à Tarascon le 7 mai 1406 entre les mains de Louis II d’Anjou. Il se rend au concile de Pise qui a lieu le 5 juin 1409 et se rallie au pape Alexandre V qui y fut élu. Le 14 novembre 1410 il est élu archevêque d’Arles, mais le pape Jean XXIII qui a succédé à Alexandre V n’accepta pas ce choix et désigna le cardinal de Brogny.
C’est sous son épiscopat qu’eut lieu la prise de Marseille le 20 novembre 1423 par l’armée navale du roi Alphonse V d'Aragon. L’évêque fit rebâtir la voûte et le portail de la cathédrale la Major. Il décède le 28 février 1433.

## Armoiries
Ses armoiries sont : De gueules à l'étoile de huit rais d'or.